# Twinmotion
 (février 2017).
Si vous disposez d'ouvrages ou d'articles de référence ou si vous connaissez des sites web de qualité traitant du thème abordé ici, merci de compléter l'article en donnant les références utiles à sa vérifiabilité et en les liant à la section « Notes et références ».
Twinmotion est un logiciel d'architecture détenu par la société américaine Epic Games.

## Historique
La première version sort en 2005.
En octobre 2015, Twinmotion est récompensé lors du Concours de l’innovation des «Mondial du Bâtiment Awards».[réf. nécessaire]
En 2016, la société française Ka-Ra à l'origine du logiciel, rejoint le groupe Abvent.
Depuis 2017, Twinmotion propose un nouveau moteur de rendu (Unreal Engine) et est disponible sur macOS.
Le 13 mai 2019, Abvent annonce la vente de Twinmotion à Epic Games.

## Fonctions
Twinmotion permet d’insérer un projet dans son environnement dynamique, de le visionner en temps réel, de créer des présentations réalistes et animées à partir de données 3D, pour une prise de décision sur site. Le logiciel est compatible avec les logiciels 3D d'architecture du marché par l'importation des formats FBX, DWG, SKP, C4D, LI3.
Twinmotion propose de multiples effets réalistes : HDR, Dynamic ambient occlusion, rayon de soleil, reflets, effets de brouillard, profondeur de champ, animation de l’eau, du vent, de véhicules ou de foule, ...
Grâce à l’héliodon, Twinmotion permet de simuler les différents effets de luminosité sur les éléments du projet. Ce mode est accompagné d'une horloge et d'un système de coordonnées géographiques permettent de simuler une localisation précise du projet sur la planète.
Twinmotion offre différents modes de déplacement dans le projet : marche, conduite, survol, pas à pas «walkthrough» (vue immersive en plein écran); et propose grâce aux réglages des caméras de nombreux points de vue: de la vue perspective aux différentes vues orthogonales standards.

## Spécificités techniques

### Formats d’import
- Modèles 3D : FBX, DWG, DAE, SKP, C4D, LI3
- Images: DDS, PNG, PSD, JPG, TGA
- Videos : MP4, AVI, OGV, WMV, FLV, MOV, DIVX, MPG, MPEG

### Formats d’export
- Vidéos: format MP4 et WMV
- Image: format PNG